# Murad Ağayev
Murad Ağayev (ur. 9 lutego 1993 w Stawropolu) – azerski piłkarz grający na pozycji pomocnika. W reprezentacji Azerbejdżanu zadebiutował w 2012 roku. Rozegrał w niej jedno spotkanie.